# レクイエム・カンティクルズ
『レクイエム・カンティクルズ』（Requiem Canticles）は、イーゴリ・ストラヴィンスキーが1966年に作曲した宗教曲。歌詞はレクイエムからの抜粋による。
歌曲『ふくろうと猫』とともに、ストラヴィンスキーの作った最後の曲である。作曲から5年後、ストラヴィンスキー本人の埋葬の日にも演奏された。

## 題名
『レクイエム・カンティクルズ』は英語で「レクイエム頌歌集」を意味する。
最初は『シンフォニア・ダ・レクイエム』と呼ばれており、歌詞のない管弦楽曲を作ろうとしていたのかもしれない。しかし曲を委嘱したスタンリー・シーガーはあくまで本物のレクイエムを要求した。ストラヴィンスキー自身はベンジャミン・ブリテンに同名の作品があるために変えたと言っている。

## 音楽
ストラヴィンスキーの他の曲と異なり、この曲では2つの音列が用いられている。
『トレニ』ではじめて全曲を十二音技法で作曲した後、ストラヴィンスキーはエルンスト・クルシェネクの影響を受け、それまでとは異なる方向に進んだ。それは12の音からなる音列を前後6音ずつに分け、回転（6音中の最初の音を最後に持ってきて、最初の音が同じ高さになるように転調する）させることによって6種類の音列を生成し、その組み合わせによって音楽を作る方法である。この技法ではもはや12の半音が平等に扱われることはなくなり、ある種の極性をもった音楽が作られる。

## 作曲の経緯
ヘレン・ブキャナン・シーガーという収集家の女性は、没したときに財産をプリンストン大学に寄贈した。ヘレンの息子で音楽愛好家のスタンリー・シーガー(英語版)は、資金の一部を使って母親の追憶を目的とするレクイエムをストラヴィンスキーに委嘱した。
1965年7月なかばから本格的な作曲をはじめ、途中さまざまな用事で妨げられながらも、翌年8月13日に完成した。
ロバート・クラフトによると、曲のスケッチには作曲中に死亡した友人たちの訃報が貼りつけられていた。友人とはエドガー・ヴァレーズ、アルベルト・ジャコメッティ、イーヴリン・ウォーである。
プリンストン大学では1967年6月に85歳の誕生日を迎えるストラヴィンスキーのための記念演奏会を予定しており、そこで初演される予定だったが、曲を完成させたストラヴィンスキーはプリンストン大学に対して初演日を早めることを提案し、1966年のうちに初演されることになった。

## 初演
1966年10月8日にプリンストン大学のマッカーター劇場(英語版)で、ロバート・クラフトの指揮によって初演された。プログラムには最後に拍手をしないように注意が記されていたが、初演に来ていたロバート・オッペンハイマーが音楽会のはじめに立って拍手するように促した。
マーティン・ルーサー・キング・ジュニア追悼のため、1968年5月2日にジョージ・バランシンとニューヨーク・シティ・バレエ団によってバレエとして公演された。

## 編成
- 独唱（コントラルト、バス）と混声合唱
- フルート3（ピッコロ持ち替え）、アルトフルート、ファゴット2、ホルン4、トランペット2、トロンボーン3、ティンパニ2、シロフォン、ヴィブラフォン、鐘（チューブラーベル）、ハープ、ピアノ、チェレスタ、弦5部

最後の「Libera me」はソプラノ・アルト・テノール・バスの四重唱で歌われるが、合唱がソリストとして参加する。
ストラヴィンスキーはヴィブラフォンを好きでない楽器としてあげているが、この曲では鐘の音の模倣に使用し、不思議な効果をあげている。
演奏時間は約15分。

## 曲の構成
器楽による前奏曲・間奏曲・後奏曲と、6つの声楽曲からなる。歌詞は最初がイントロイトゥスの抜粋（レクイエムであるにもかかわらず「Requiem aeternam」の部分は歌われない）、最後がレスポンソリウム(Libera me)、他の4曲はセクエンツィア(Dies irae)の抜粋である。
1. 前奏曲
2. "Exaudi"
3. "Dies irae"
4. "Tuba mirum"
5. 間奏曲
6. "Rex trimendae"
7. "Lacrimosa"
8. "Libera me"
9. 後奏曲

前奏曲は弦楽により、ソロ楽器の数が1→2→3→5と増加していく。
「Exaudi」はハープに導かれた静かな合唱曲。「Dies Irae」では『トレニ』と同様に歌われる部分と語られる部分が存在する。「Tuba mirum」は金管楽器のファンファーレに導かれたバスの独唱で歌われる。
間奏曲は管楽器（フルート、ファゴット、ホルン）とティンパニによる。中間に長めのフルート四重奏がある。
「Rex Tremendae」は合唱曲で、トランペットの音符の間隔がだんだん短くなっていく。「Lacrimosa」はコントラルト独唱による。「Libera me」は四重唱が歌い、合唱はその背後で語る。
後奏曲は『結婚』の終末を思わせる（ただし弔いの）鐘の音であり、ひとつひとつ異なる神秘的な和音が30回以上にわたって奏でられる。